# Gideon Kruseman
Gideon Kruseman (Halfweg, 3 september 1904 – Leusden, 6 augustus 1992) was een Nederlands bioloog, hoofd van de afdeling Entomologie van het Zoölogisch Museum van de Universiteit van Amsterdam.

## Levensloop
Gideon Kruseman werd geboren in Halfweg (gemeente Haarlemmerliede en Spaarnwoude) als zoon van Gideon Kruseman (1866-1943) en Johanna Bosch (1867-1961). Hij had drie zusters: Henriette Johanna (1895-1989), Maria (1898-1995) en Johanna Frederika (1908-1987). Gideons vader was landbouweconoom en boer. Gideon ging studeren in Amsterdam en bleef daar na afloop van zijn studie wonen. Op 2 oktober 1934 trouwde hij er met Maria Christina Jansen, de dochter van Piet Jansen, een uitstekend florist en erkend specialist voor grassen. Uit dit huwelijk werden vier zonen geboren: Gideon Pieter (1935-2015), Abraham Jacob (1937-2021), Jan (1939-2018) en Pieter (1941). In 1990 verhuisde het echtpaar naar Leusden, waar Gideon in 1992 overleed en zijn vrouw in 2001.

## Opleiding
Na de lagere school in Halfweg, en de HBS in Haarlem, ging Gideon in Amsterdam biologie studeren. Na het doctoraal examen in 1930 promoveerde hij in 1933 cum laude op het proefschrift Tendipedidae Neerlandicae Pars I. Genus Tendipes cum generibus finitimis.

## Werk

### Entomologie
In 1933, direct na zijn promotie, werd Kruseman als volontair assistent bij het Zoölogisch Museum in Amsterdam aangesteld. Vanaf 1935 heeft hij het Zoölogisch Museum gediend in diverse betaalde functies: van assistent voor halve dagen tot wetenschappelijk hoofdmedewerker en hoofd van de afdeling entomologie. Aanvankelijk wijdde hij zich nog aan de Tendipedidae, maar vanaf 1948 kregen vooral de genera Bombus en Psithyrus zijn belangstelling. Hij was een geboren verzamelaar en de collectie groeide voorspoedig. In 1959 overleed dr. Oskar Vogt, Duits hersenspecialist en amateur-entomoloog uit Neustadt, met wie Kruseman een geregeld contact had onderhouden. Vogts weduwe schonk zijn indrukwekkende privéverzameling aan het museum in Amsterdam. Het betrof een totaal van circa 600.000 exemplaren, voor het grootste deel hommels. Hiermee was de collectie hommels van het museum dermate uitgebreid dat Kruseman besloot zich, in plaats van aan hommels, te wijden aan de Orthoptera, waarvan het Museum slechts een kleine collectie had. In 1969 ging Kruseman met pensioen. Door zijn inspanning en die van vele anderen was de Orthopteraverzameling uitgegroeid van tien dozen tot een collectie van wereldformaat die honderden dozen omvatte. Na zijn pensionering bleef Kruseman nog tot 1985 als honorair medewerker aan het museum verbonden.
Gideon Kruseman heeft een nauwe samenwerking gestimuleerd tussen amateur-entomologen, in het bijzonder met degene die in en om Amsterdam woonden, en het museum, tot groot voordeel van beide partijen. De verzamelaars konden de museumcollectie raadplegen, en het museum maakte dankbaar gebruik van hun hulp bij het determineren van ongedetermineerd materiaal en het rangschikken van de collecties. Een andere verdienste van Kruseman was het invoeren van een uniform opbergsysteem in standaarddozen van 30 x 40 cm en van 40 x 50 cm. Dit systeem vereenvoudigde het invoegen van nieuw materiaal enorm, bracht een grote tijdbesparing en maakte het mogelijk in korte tijd elke gewenste insectensoort in de collectie te vinden.

### Botanie
Gideon Kruseman was behalve entomoloog ook een allroundflorist. Reeds in de jaren 1930 werd hem toevertrouwd zelfstandig te hokken. Dit leidde ertoe dat de uitgever van de bekende Geïllustreerde Flora van Nederland, de Flora van Heimans en Thijsse, hem vroeg mee te werken aan het voorbereiden van de 15e druk, die in 1944 verscheen. Deze medewerking heeft voortgeduurd tot en met de in 1983 verschenen 22e druk. In 1932 nam hij deel aan een internationale excursie naar Graubünden in Zwitserland, onder leiding van J. Braun-Blanquet, de grondlegger van de plantensociologie. Hier werd zijn interesse gewekt voor deze tak van de botanie. Vooral zijn studie over akkerassociaties, uitgevoerd samen met J. Vlieger, verdient speciale vermelding.

## Maatschappelijke rol
Van 1954 tot 1960 en van 1966 tot 1968 was Kruseman bibliothecaris van de Nederlandse Entomologische Vereniging, waarvan hem in 1960 het erelidmaatschap werd verleend.
In 1937 werd Gideon Kruseman benoemd tot plaatsvervangend lid en in 1940 tot lid van de "Commissie van Advies inzake Natuurmonumenten van het Staatsbosbeheer". Van 1937 tot 1943 fungeerde hij tevens als secretaris. In 1946 veranderde de status van deze commissie in die van "Natuurwetenschappelijke Commissie van de Natuurbeschermingsraad", waarvan hij tot 1969, het jaar van zijn pensionering, lid is gebleven. Uit erkenning voor zijn verdiensten is hij in 1969 is hij ter gelegenheid van zijn pensionering benoemd tot officier in de Orde van Oranje-Nassau.

## Publicaties
Gideon Kruseman heeft twee boeken gepubliceerd:
- G. Barendrecht en G. Kruseman: De glorie van ons polderland (1938) Voorburg: Boot.
- G. Kruseman: De insecten. Vrij bewerkt naar het fransch van Paul A. Robert Tome 1 (1938), Tome 2 (1940) Zutphen: W.J. Thieme.

Een lijst van zijn entomologische publicaties is te vinden bij Jeekel en Duffels, terwijl in Vlieger en Westhoff een lijst van zijn belangrijkste botanische publicaties is te vinden.